# Saßbach (Mur)
Der Saßbach (Sassbach) ist ein linker Nebenfluss der Mur in der Steiermark, Österreich.

## Verlauf
Der Saßbach entspringt in Trössengraben und durchfließt das Oststeirische Hügelland von Norden nach Süden, bis er sich nach Weinburg nach Osten wendet und bei Gosdorf in die Mur mündet.
Der Saßbach durchfließt die zwei Bezirke Südoststeiermark und Leibnitz. Das Quellgebiet umfasst das Gebiet der Gemeinde Sankt Stefan im Rosental. Von hier fließt der Bach nach Jagerberg und Mettersdorf am Saßbach. Ein kleiner Teil des Einzugsgebietes beim Zäungraben liegt in der Gemeinde Schwarzautal. Weiter im Süden kommt der Saßbach in die Gemeinde Sankt Veit in der Südsteiermark im Bezirk Leibnitz. Nach Weinburg fließt er wieder in den Bezirk Südoststeiermark in die Stadtgemeinde Mureck.

## Nebenbäche
Der Saßbach hat ein Einzugsgebiet von 164,64 Quadratkilometern. Seine größten Zuflüsse sind:
| Name                        | Mündungsseite | Mündungsort | Einzugsgebiet in km² |
| --------------------------- | ------------- | ----------- | -------------------- |
| Grubgrabenbach              | links         |             | 01,08                |
| Giggingbach                 | rechts        | Gigging     | 01,08                |
| Hirschmanngrabenbach        | links         | Lichendorf  | 02,81                |
| Frauenbach                  | rechts        | Frauenbach  | 03,58                |
| Dollrathbach                | rechts        |             | 04,15                |
| Roßbach (Mühlgang)          | rechts        | Wetzelsdorf | 06,34                |
| Lembach                     | rechts        | Ungerdorf   | 06,05                |
| Lichenbach                  | rechts        | Zehensdorf  | 04,02                |
| Zäungraben                  | rechts        | Mettersdorf | 03,88                |
| Lahngraben (über Vorfluter) | rechts        | Rannersdorf | 10,07                |
| Wiesengraben                | links         | Weinburg    | 10,88                |
| Mitterbach                  | links         |             | 06,95                |
| Ottersbach                  | links         | Eichfeld    | 61,59                |